# Ex chiesa di Sant'Antonio di Padova (Albino)
L'ex chiesa di Sant'Antonio di Padova è stata il principale luogo di culto cattolico e prima sede parrocchiale della frazione Fiobbio di Albino, in provincia di Bergamo, fino al 1924 quando, a seguito dell’edificazione della nuova chiesa parrocchiale, l’edificio fu progressivamente abbandonato ed infine sconsacrato e venduto a privati nel 1952. 

## Storia
Fino alla fine del Seicento, il più vicino luogo di culto per gli abitanti delle sei contrade che componevano l’abitato di Fiobbio era l'oratorio della Santissima Trinità. A differenza della più vicina contrada “Berlino”, la distanza della altre cinque dalla piccola chiesa rendeva difficoltoso il cammino, specialmente nei mesi invernali. Il problema si aggravò negli ultimi decenni del Seicento a causa del forte incremento demografico; la soluzione fu quella di erigere una nuova chiesa, quasi centrale all'abitato.  
La ricerca storica, sulla base dei documenti disponibili, non consente di stabilire l'anno esatto di costruzione del primo nucleo ma, i documenti reperiti negli archivi delle parrocchie di Albino e Fiobbio, e della Curia Vescovile di Bergamo consentono di collocare la sua costruzione in un periodo riferito tra l'ultimo ventennio del XVII secolo e l'inizio del XVIII secolo. L'edificio verrà poi ristrutturato e ampliato a più riprese fino al XIX secolo.
La prima citazione storica è dovuta al parroco di Albino che dava alcuni particolari sulla nascita della chiesa: Ha tenuissima entrata come che non è molto tempo che è stata fabbricata per comodo delli abitanti consistendo in scudi cinque fondati sopra un prato, et una casetta, et un capitale di circa L. 200, del pro dei quali si fanno celebrare tante messe. Non si conoscono i motivi dell'intitolazione della chiesa a sant'Antonio di Padova, si tratta tuttavia di un'intitolazione frequente essendo il santo eletto nel 1652 a compatrono insieme a sant'Alessandro di Bergamo. La chiesa serviva le contrade Coter (via Cuter), Carrara (via San Benedetto), Gatti, Cadella, Grassi (via Grasse) e Fumiano (oggi via Lucchetti sotto la parrocchia di Abbazia). La contrada Berlino, più distante e isolata, continuerà a recarsi all'oratorio della Santissima Trinità fino alla metà dell'Ottocento. 
Negli ultimi decenni del XIX secolo, matura tra gli abitanti di Fiobbio l'idea che la chiesa debba essere eretta in parrocchia autonoma. L'obiettivo non è però facilmente perseguibile, la chiesa risulta troppo piccola nonostante destinata ad accogliere una modesta comunità, e necessita di ampliamento. Nel 1879 viene incaricato per il progetto Gioachino Picinelli da Brinzio e successivamente il figlio, don Antonio Picinelli.
Nei due anni successivi si ottengono i necessari visti e consensi. Nel maggio 1881 il consiglio comunale approva la separazione della parrocchia di Fiobbio da quella di Albino e, a novembre del 1882, anche il parroco di Albino con una lettera al vescovo esprime il suo consenso alla separazione. L'anno seguente si ottiene il decreto reale di assenso e il vescovo Gaetano Camillo Guindani, con decreto datato 23 novembre 1883, dichiara eretta la parrocchia. 
I lavori di ampliamento e ristrutturazione procedono per alcuni anni, testimonianza ne sono una lettera al parroco della ditta produttrice di opere in cemento datata 1883 riguardante la posa del pavimento in graniglia e due lettere del 1884 inviate alla parrocchia dalla ditta incaricata della realizzazione del nuovo altare maggiore.
In occasione della visita pastorale del vescovo Guindani del 1889, la chiesa è ultimata. L'altare maggiore è dedicato a sant'Antonio di Padova, quello laterale di destra alla Beata Vergine del Rosario e quello di sinistra a San Luigi Gonzaga. Don Tommaso Carrara, divenuto primo parroco di Fiobbio, nella sua relazione la definisce: in buono stato essendo di recente restaurata. 
Nella successiva visita del vescovo Giacomo Radini-Tedeschi, datata 1907, non si riscontrano note storiche rilevanti sulla chiesa, ad eccezione dell'organo di cui si menziona il restauratore Giovanni Foglia il quale, nel 1913, sarà incaricato di costruirne uno nuovo, e del campanile che ospita cinque campane consacrate dallo stesso vescovo l'anno prima.
Nella prima decade XX secolo, con un nuovo aumento della popolazione, la chiesa iniziò a essere percepita come troppo piccola per accogliere adeguatamente il crescente numero di fedeli. Il parroco di allora, don Antonio Savoldi, arrivò a definirla «insufficiente ed indecorosa», sottolineando l'incapacità della struttura di rispondere alle esigenze della comunità in espansione. La posizione della chiesa, inoltre, impediva qualsiasi ulteriore ampliamento. Così, nel 1919, alla fine del primo conflitto mondiale e ad appena trent'anni dall'ultimo ampliamento, si decise di intraprendere la costruzione di un nuovo e più capiente edificio di culto in un'altra area dell'abitato. 
Completata nel 1924, la nuova chiesa assunse il ruolo di sede parrocchiale, confinando il precedente edificio a luogo di culto secondario destinato a ospitare celebrazioni sempre più occasionali. Furono quindi traslati nella nuova chiesa l'organo, le cinque campane Pruneri, il fonte battesimale, le statue dei Santi e gli altari laterali. 
Agli inizi degli anni Cinquanta, la parrocchia si trovò in una situazione di difficoltà economica, ulteriormente aggravata dai costi sostenuti per le decorazioni pittoriche della nuova chiesa e per la fusione di due nuove campane a sostituzione delle originali che erano state requisite dal Governo per esigenze belliche durante la Seconda guerra mondiale. Incapace quindi di mantenere e far fronte al crescente deterioramento del vecchio edificio, la parrocchia decise di alienarne la proprietà. Nel 1952 il parroco firmò l'atto di vendita e, dopo la sconsacrazione e la distruzione di tutte le icone e degli arredi sacri che non potevano essere traslati, compreso l'altare maggiore, l'edificio passo in proprietà a privati. 

## Descrizione

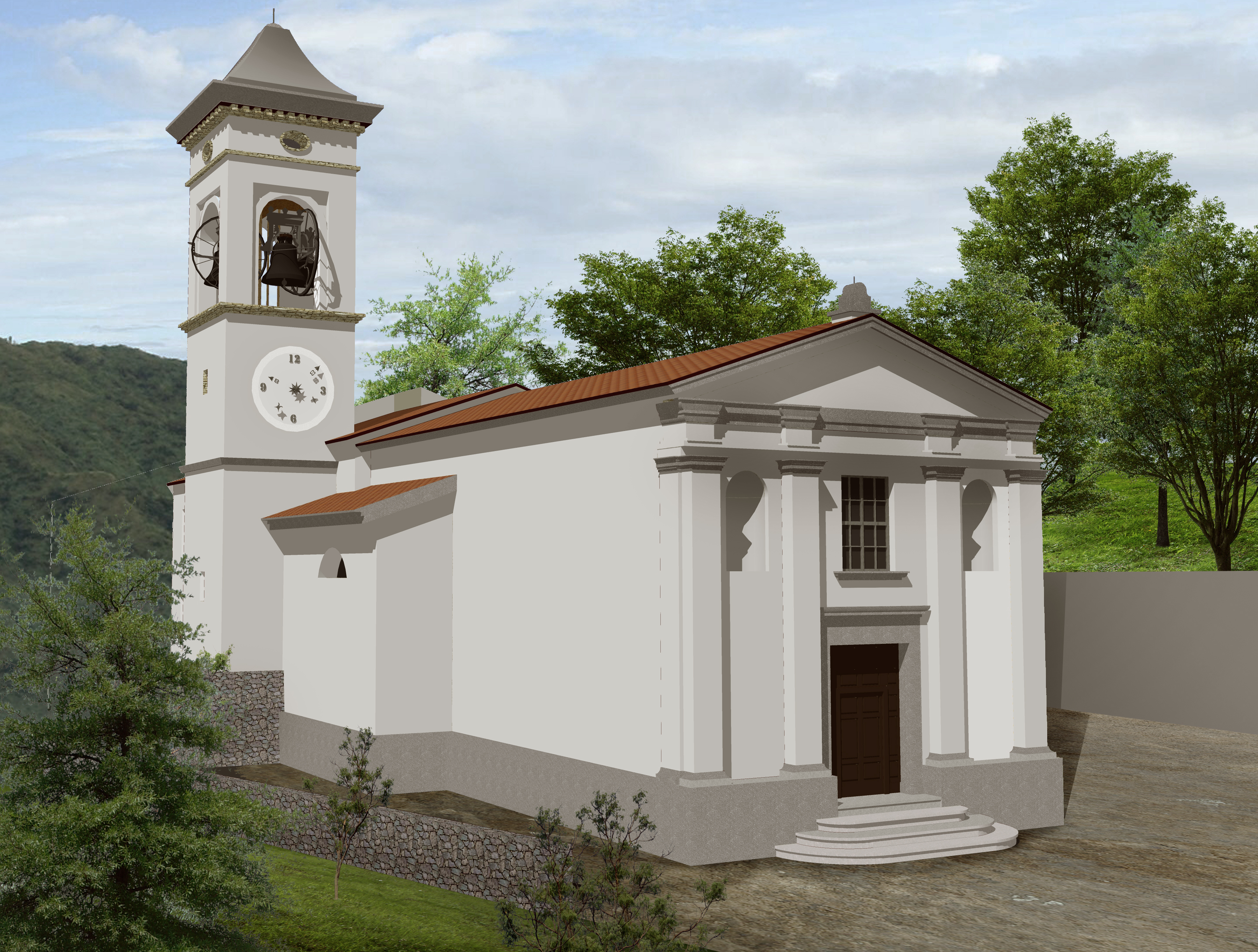
Ricostruzione grafica della chiesa prima dell'ampliamento del 1880

### Il primo nucleo
Il primo nucleo della chiesa risale al XVII secolo. La struttura era composta da una sola navata con tetto a capanna, presumibilmente con travi a vista e una facciata semplice in stile romanico. Questa descrizione si basa sulla scoperta effettuata nel 2008 di una facciata in pietra locale "di Abbazia" nascosta dietro quella attuale ma ancora visibile in controfaccia, al di sopra della volta della navata centrale. Questa antica facciata, probabilmente l'originale del Seicento, presenta una nicchia rettangolare, presumibilmente destinata a sostenere la trave di colmo, appena al di sotto delle falde di un tetto precedente e più basso rispetto a quello attuale. Più in basso vi è una piccola apertura circolare, forse un rosone o una lunetta successivamente chiusa e parzialmente inglobata nella costruzione della volta a botte. Il pavimento della chiesa era inoltre rialzato rispetto al sagrato esterno, e un gradino separava l'aula dal presbiterio, come si evince dagli atti della visita pastorale del 1700, nei quali il vescovo Luigi Ruzzini descrive così la chiesa: Oratorium S. Antonij Patavini in contrata Fiobbij ultra Serium habet unum altare cum petra sacrata portatili, et suppedaneo unius gradus. Visitavit sacristiam et sacra suppellectiles ac etiam confessionale.
Non ci sono particolari citazioni riguardanti la chiesa negli atti della visita pastorale del vescovo Priuli nel 1710, ma negli atti della visita pastorale del vescovo Redetti del 1738 è riporatata la seguente citazione: […] all'oratorio di S. Antonio da Padova posto nella contrada di Fiobbio oltre Serio […] fornito di un solo altare dedicato al medesimo santo”. La prima descrizione sufficientemente dettagliate della chiesa risale ad una relazione del parroco di Albino antecedente alla prima ristrutturazione ottocentesca: ha copertura a volta, vi è la presenza nella navata di due porte: una nella facciata principale, l'altra disposta lateralmente. Sono presenti tre altari: quello maggiore in scagliola con qualche mosaico; il secondo, in marmo nero dedicato alla Madonna, con statua ubicata in una nicchia; il terzo dedicato ai Santi è in finto marmo. Il presbiterio rettangolare ospita ai lati due cantorie e l'organo; la sagrestia, a cui si accede dal presbiterio abbisogna di suolo. La presenza di due altari laterali è un elemento di novità in quanto non presenti nella descrizione del 1710, suggerendo la loro costruzione a cavallo di questo periodo. Non si trovano però cenni circa la loro epoca e provenienza.

### Il primo ampliamento

Animazione grafica delle varie fasi di ampliamento della chiesa secondo le descrizioni storiche e i dati raccolti

Nella prima metà del XIX secolo una profonda ristrutturazione interessò la facciata, il presbiterio e la navata della chiesa. L'intervento propose un nuovo assetto all'edificio con la creazione di una nuova facciata in stile barocco tendente al neoclassico, della volta a botte con il conseguente innalzamento del tetto e dell'ampliamento del presbiterio per rendere possibile la costruzione di una cupola centrale sopra l'altare maggiore. In una relazione del parroco di Albino, redatta in seguito alla visita del vescovo di Bergamo Pietro Luigi Speranza verso la metà del 1861, si legge infatti «…di antica data, ampliata da pochi anni, struttura non cattiva». Si presume quindi che l'ampliamento citato nel 1861 sia riferito proprio a queste modifiche.

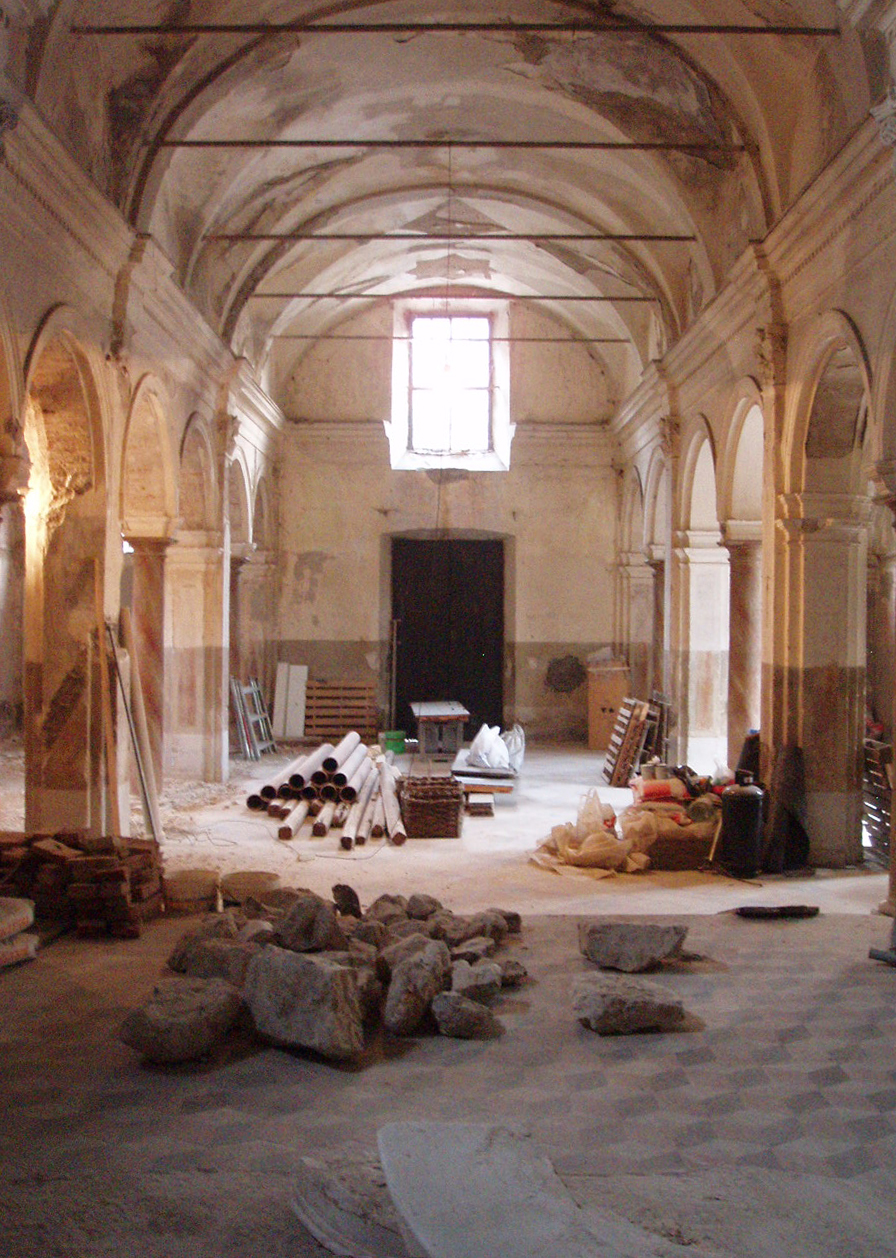
Interno della vecchia chiesa di Fiobbio.

### Il secondo ampliamento
Con l'aumento demografico della piccola frazione e la costituzione in parrocchia, si vide necessario ampliare ulteriormente la chiesa. Il progetto, affidato a Gioachino Picinelli prima e poi al figlio Antonio, consisteva sostanzialmente nell'aggiunta di due navate laterali e nell'abbassamento del pavimento interno e della corte esterna alla costruzione per regolare la geometria armonica dell'intero edificio. La revisione fu dunque, pur mantenendo gran parte della struttura, la completa rielaborazione degli spazi e dei volumi. I muri perimetrali vennero demoliti per fare spazio alle aperture verso le nuove navate laterali, mantenendo però intatta la volta in pietra di tufo. Per fare ciò, sotto di essa furono installate sei colonne (tre per lato) tornite in pietra di Sarnico con capitelli e quattro pilastri (due per lato) a sostegno dei dodici archi a tutto sesto che sorreggono la volta. Quest'ultima si imposta al di sopra di un cornicione in gesso ed è suddivisa in 3 campate da nervature in mattoni rivestiti da intonaco. 

Con l'abbassamento del pavimento dell'aula al piano stradale, la facciata principale venne sottomurata e affiancata dalle due navate laterali caratterizzate da una copertura più bassa e da volte a crociera. La quota del pavimento del presbiterio fu invece mantenuta realizzando cinque nuovi gradini a collegamento con la navata centrale. Gli altari laterali vennero traslati nelle due navate laterali, ai lati del presbiterio, con la creazione di nicchie per la conservazione delle statue di San Luigi Gonzaga e della Beata Vergine del Rosario. In facciata, in corrispondenza delle nuove navate, furono aperti due piccoli rosoni circolari. Venne infine installato un orologio comunale sulla facciata sud della torre campanaria, anch'essa rimaneggiata, conferendole uno stile più uniforme all'intero intervento.
Il 30 agosto 1881, durante i lavori di ampliamento l'ingegner Negrisoli redige una nuova descrizione della chiesa, l'ultima a noi pervenuta:
- Si entra per la porta maggiore verso sera, vi sono di vivo gli spigoli, e due ante grandi con piccola anta nel mezzo. La Chiesa era lunga Met. 15 dalla porta ai gradini del Presbiterio, e dava Met. quadrati 90, vi era sul Presbiterio, che è molto vasto, l'Altare Maggiore di bello stucco, con Coro di dietro, con dieci schienali di noce. Da ambo i lati del Presbiterio vi è uno sfondo con banchi di noce che servono per Parati, e per mettervi la cera. Vi sono le balaustre di marmo bianco e rosso, il pavimento di cotto, e si accede all'Altare per tre gradini di marmo bianco. Sopra gli sfondi laterali vi sono due cantorie di legno marmorizzato, e sopra una vi è l'organo;
- Siccome si diceva che per farla Parrocchia era troppo piccola, così si è pensato di dilatarla Met. 3.50 da ambo i lati, e fare che sia larga Met. 13, ancora per 15 di lunghezza, che danno poi Met. quadrati 195 e forma tre navate tutta a volte, sottomurata da tre colonne di pietra Sarnico, e due pilastri per sponda. Si affosserà il suolo dell'antica Chiesa di Centimetri 70 per renderla più proporzionata all'altezza e la lunghezza, ed allora sarà ridotto il suolo che si dovrà farlo tutto di nuovo quasi al livello della Strada esterna, e si salirà al Presbiterio con cinque gradini invece di due come al presente. Sui lati in cima alle due navate nuove si metteranno i due altari che ora erano sui fianchi, e erano quello a destra in onore della B. Vergine del Rosario, e quello a sera per i morti. Nell'ancona dell'altare della B. Vergine vi è la nicchia per la statua della B. Vergine del Rosario. Nell'ancona sopra il Coro vi è una Nicchia grande per la Statua di S. Antonio di Padova Titolare della Chiesa;
- Dal Presbiterio si entra in uno stanzino di Met. 2,50 per Met. 2,40, ove vi sono armadi per ripostiglio dei mobili. Da questo si entra nel Campanile, e dal lato opposto si entra nella Sacristia che è di Met. 3,50 per Met. 4,50. Ha suolo in cotto, soffitto di plafone; vi sono due vestarij grandi pei Paramenti, riceve la luce da una finestra verso mezzodì. (Oggi il passaggio è chiuso e questa fa parte, unitamente alla residenza parrocchiale, di una diversa unità immobiliare, ristrutturata qualche decennio fa ed adibita ad abitazione di proprietà privata);
- Il Campanile è di pietra, solido, ha sopra tre campane, l'orologio, ed è sormontato da croce di ferro;
- Per più di una metà la dilatazione della Chiesa è terminata, e nel resto si lavora per condurla a terminazione, il che sarà fra breve.

Ad oggi l'edificio, nella sua conformazione esterna, conserva ancora i caratteri architettonici dell'ultimo ampliamento, ad eccezione delle cinque campane traslate nella nuova chiesa, dell'orologio comunale e delle insegne sacre distrutte a seguito della sconsacrazione. Per quanto riguarda gli interni: il deterioramento causato dal tempo, dalle intemperie e dalla distruzione di dipinti e paramenti sacri, ha minato sensibilmente i caratteri stilistici originali, conservando però intatta la struttura.